# Osama Abdulrasol
Osama Abdulrasol is een Irakese componist, qanunspeler en beeldend kunstenaar.

## Biografie
Osama Abdulrasol werd geboren in Babylon maar groeide op in de stad Karbala, een volgens sjiieten heilige stad waarbij muziek verboden is. In 1997 ontvluchtte hij Irak en verhuisde naar Gent.
Abdulrasol schreef muziek voor film en theater en speelt zowel met zijn eigen ensemble als met bands met verschillende achtergronden. Hij is een veelgevraagd solist in binnen- en buitenland. Zo speelde hij o.a. als solist voor het Nationaal Orkest van België en het Symfonieorkest Vlaanderen. In 2013 won hij de Cultuurprijs Stad Gent. In 2020 schreef hij 'Night 352' voor het Brussels Jazz Orchestra (BJO), een voorstelling waarin hij ook als solist meespeelde. In 2024 schreef hij in opdracht van Operaballet Vlaanderen de muziek voor de opera Barzakh, in een regie van Thomas Bellinck. Hij toert daarnaast met zijn eigen ensembles, zoals Lami Trio, Osama Abdulrasol Quintet, in duo met cellist Lode Vercampt en nog vele anderen. Hij speelde in verschillende muziektheatervoorstellingen zoals Umm (De Kolonie), Aubergine (Muziektheater Transparant), Het Land van de Lange Lepels en Rumi Passion.   

## Discografie
- Osama Abdulrasol - Sumerian Harp
- Jahida Wehbe & Osama Abdulrasol ensemble- Shahd
- Osama Abdulrasol- Elarouse
- Arifa - Beyond Babylon
- Tri a Tolia - Zumurrude
- Melike- Macar
- Luthomania - Peregrina
- Djamel Hamza/Wild Boar Music, Djamel‘ntia ‘ntia/ Wild Boar Music
- Oblomow-Sporen/ Wild Boar Music
- Alshwak- Wannes Van de Velde- Djar /Provincie Antwerpen
- Wouter Vandenabeele- Chansons sans paroles/ Homerecords
- revoltango (soundtrack)
- Osama Abdulrasol Quintet - Jedid (Homerecords)
- Osama Abdulrasol - (In Search of) New Flemish Masters (Enkido Records)
- Helloune - Naked Songs (Enkido Records)
- Osama Abdulrasol - Rumi Passion (Enkido Records)